# Alphonzo Bell

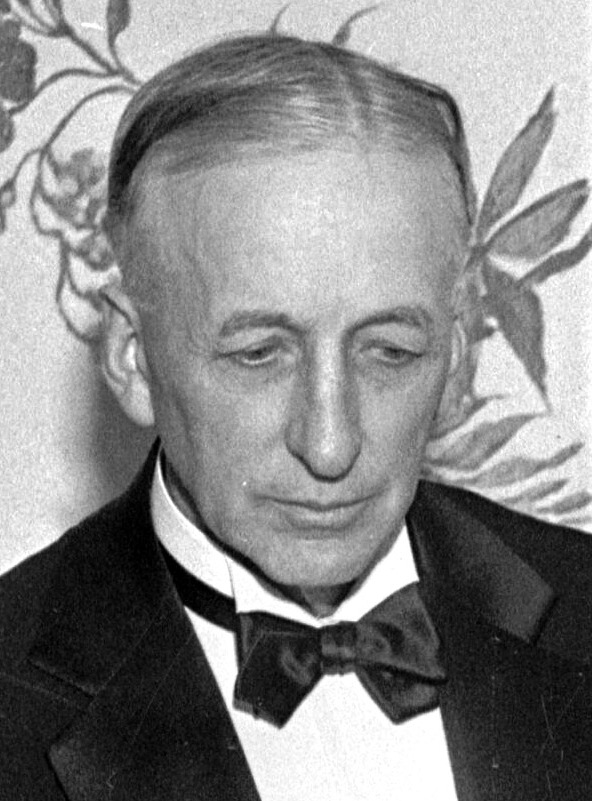
Alphonzo Bell

Alphonzo Edward Bell Sr. (Nacido el 29 de septiembre de 1875 - fallecido el 27 de diciembre de 1947) fue un jugador de tenis estadounidense que compitió en los Juegos Olímpicos de 1904 en Saint Louis.
Bell ganó dos medallas olímpicas en tenis en los Juegos Olímpicos de 1904 en Saint Louis. Terminó segundo en dobles del torneo con Robert LeRoy. En el torneo de singles, perdió en las semifinales con el último ganador de la medalla de oro Beals Wright, pero luego consiguió la medalla de bronce.